# Розроблення газоконденсатних родовищ
Розро́блення газоконденса́тних родо́вищ (рос. разработка газоконденсатных месторождений, англ. development of gas condensate fields,  exploitation of gas condensate fields; нім. Gaskondensatlagerstättenabbau m) — комплекс робіт з вилучення газоконденсатної суміші з пласта-колектора. Здійснюється за допомогою реалізації певної системи розроблення розміщенням на площі газоносності необхідної кількості експлуатаційних, нагнітальних, спостережних, п'єзометричних свердловин. Газоконденсатна суміш на поверхні зазнає промислового оброблення. Для цього застосовується відповідна система облаштування газоконденсатного промислу, що включає поверхневе обладнання для збирання газоконденсатної суміші, розділення її на газ і конденсат, відділення супутніх цінних компонентів, очищення, сушіння, компримування газу і подавання його споживачеві або в магістральний газопровід, а також первинного перероблення конденсату (розділення на фракції) та транспортування його на конденсатний завод.

## Особливості розроблення газоконденсатних родовищ
Особливістю пластових флюїдів газоконденсатних родовищ є можливість випадання конденсату в пласті, стовбурі свердловин і наземних спорудах у результаті зниження тиску й температури.
Характерним для експлуатації газоконденсатних родовищ є багатофазність продукції, що надходить із свердловин і необхідність найбільш повного відділення конденсату.
У зв'язку з цим комплексна розробка газоконденсатних родовищ має ряд особливостей порівняно із розробкою чисто газових родовищ. Зокрема, розробка газоконденсатних родовищ повинна забезпечувати оптимальні умови роботи пласта з точки зору найбільш повного вилучення конденсату з надр.
Залежно від вмісту стабільного конденсату, термодинамічної характеристики, геологічних умов, запасів газу і конденсату, геологічно-промислової характеристики й глибини залягання продуктивних пластів, географічного положення родовищ й інших чинників газоконденсатні родовища можуть розроблятися без штучного підтримування пластового тиску (на виснаження, як чисто газові родовища) або з підтриманням тиску у пласті.

## Розробка газоконденсатних родовищ без підтримання тиску
Розробка газоконденсатних родовищ на виснаження забезпечує одночасний видобуток газу і конденсату, високий коефіцієнт газовіддачі, можливість зміни в широких межах темпів відбору газу і конденсату. При цьому витрати на розробку порівняно з іншими методами мінімальні. Однак порівняно з методом зворотного закачування газу в пласт цей метод забезпечує меншу конденсатовіддачу. При порівнянні різних методів розробки за масою видобутих вуглеводнів експлуатація газоконденсатних родовищ на виснаження рівноцінна розробці нафтових родовищ із закачуванням газу або води в пласт.
Основна відмінність у цьому випадку від розробки й експлуатації чисто газових родовищ полягає в необхідності врахування впливу випадіння конденсату у привибійній зоні пласта й обліку кількості конденсату, що виділяється, на всьому шляху руху газу від вибою до пункту обробки й зміни його складу і складу газу в часі.

## Розробка газоконденсатних родовищ з підтриманням пластового тиску
У світовій практиці поряд з розробкою газоконденсатних родовищ без підтримання тиску, тобто найбільш поширеним методом, на практиці використовується також метод розробки газоконденсатних родовищ з підтриманням пластового тиску шляхом закачування сухого (відбензиненого) газу у пласт. Цей спосіб називається методом зворотного закачування газу у пласт (сайклінг-процес). Застосовуються також часто різні комбінації цього методу ‒ повний сайклінг, неповний сайклінг, канадський сайклінг, коли газ закачується в літній період часу і відбирається взимку у періоди найбільшого попиту газу.
Розробка газоконденсатного родовища з підтриманням пластового тиску шляхом закачування сухого газу забезпечує найбільші значення коефіцієнта газо- і конденсатовіддачі за весь період розробки родовища.
При сайклінг-процесі видобуток газу й конденсату проводиться з метою отримання в якості товарного продукту конденсату. Цей процес триває до тих пір, поки видобуток конденсату рентабельний, потім родовище розробляється як чисто газове на виснаження. Основним недоліком цього методу є тривала консервація запасів газу. Для здійснення сайклінг-процесу потрібні компресори та інше складне технологічне обладнання високого тиску, відсутність якого іноді вносить свої корективи в спосіб розробки газоконденсатного родовища. На ефективність процесу в значній мірі впливає неоднорідність порід за колекторськими властивостями як за площею, так і за потужністю пласта. Чим більш неоднорідний пласт, тобто чим менша ефективність можливого поршневого витіснення жирного газу сухим, тим менший коефіцієнт охоплення при закачуванні газу і тим менше кінцеве значення коефіцієнта конденсатовіддачі. Крім того, на ефективність даного методу впливає вид колекторів. Так, для тріщинуватих або тріщинувато-пористих пластів при певних співвідношеннях між об'ємами тріщин і їх розмірами, орієнтації тріщин та інших параметрів метод підтримання тиску сухим газом може бути неефективним, якщо витісняючий агент переважно буде рухатися по тріщинах, а значна частина запасів газу і конденсату буде перебувати в блоках між тріщинами.
Газоконденсатні поклади поділяються на насичені, ненасичені і перегріті.
У насичених покладах при падінні тиску відразу у пласті починає виділятися конденсат. У ненасичених зі зниженням тиску з початкового до тиску насичення випадання конденсату у пласті не відбувається. У перегрітих покладах при будь-якому зниженні тиску при пластовій температурі в пласті виділення конденсату не відбувається.
Таким чином, як частково ненасичені поклади, так і повністю перегріті газоконденсатні поклади в процесі їх розробки не вимагають підтримки пластового тиску, а можуть розроблятися на виснаження.